# Chorus (effetto)
Il chorus è un effetto elettronico per strumenti musicali elettrificati o elettronici, ma può essere utilizzato anche per la voce, il cui scopo è di simulare la compresenza di più sorgenti sonore dello stesso tipo, come avviene per un duo (o più) di strumenti musicali uguali che eseguono la medesima partitura.
La struttura dell'effetto consiste in un mixer che raggruppa, oltre al segnale di ingresso inalterato, una o più voci supplementari da esso ricavate mediante l'utilizzo di linee di ritardo (analogiche del tipo BBD negli apparati più vecchi, oppure digitali con conversione A/D + ritardo digitale + conversione D/A in quelli più recenti). Il mixer riunirà pertanto più segnali audio, con fase e altezza leggermente differenti, generando così la sensazione di più sorgenti simultanee. Il tempo di ritardo viene generalmente modulato con un oscillatore a bassissima frequenza (LFO), in modo da applicare un effetto Doppler al suono, così da alzarne e abbassarne gradatamente il pitch e provocare piccole differenze di fase.
Un esempio di un chorus particolarmente sofisticato si può trovare nei sintetizzatori ARP Omni e ARP Omni II: essendo una sezione dello strumento principalmente un simulatore di orchestre d'archi, il segnale diretto non viene inviato all'uscita, dato che nessun violinista può tenere la nota dello strumento assolutamente fissa come i generatori sintetici; il segnale quindi viene introdotto in tre distinte linee di ritardo in parallelo, le cui frequenze di modulazione sono regolate su periodi primi fra loro: in questo modo, l'effetto corale non sarà mai ripetitivo, proprio come accade in un insieme di archi dal vivo. Le tre "voci" così risultanti sono quindi raggruppate nel mixer di uscita, realizzando un effetto molto realistico.